# Otolejeunea semperiana
Otolejeunea semperiana là một loài Rêu trong họ Lejeuneaceae. Loài này được (Gottsche ex Stephani) Grolle mô tả khoa học đầu tiên năm 1985.